# Neil McCaul
Neil McCaul (* 22. Juli 1947) ist ein britischer Schauspieler und Synchronsprecher.

## Leben und Wirken
Seine Anfänge als Schauspieler machte McCaul Ende der 1960er-Jahre am Theater, wo er in mehreren Stücken von William Shakespeare auftrat.
McCaul hat als Schauspieler vor der Kamera seit 1975 in bislang mehr als 120 Film- und Fernsehproduktionen mitgewirkt. Als Gastdarsteller trat er in zahlreichen britischen Fernsehserien auf, wie beispielsweise in EastEnders, The Bill oder Inspector Barnaby.
Einem breiten Publikum bekannt wurde er vor allem im Jahr 1990 durch seine Darstellung von Adolf Hitler in der britischen Sitcom (Britcom) Heil Honey I’m Home!. Aufgrund der verheerenden Reaktionen und Kritiken wurde die Serie bereits nach Ausstrahlung der Pilotfolge wieder aus dem Programm genommen, sodass die weiteren bereits abgedrehten sieben Folgen nicht mehr ausgestrahlt wurden.
McCaul ist seit den 1990er-Jahren umfangreich als Synchronsprecher aktiv. Er sprach dabei Figuren in verschiedenen Animationsfilmen und Zeichentrickfilmen wie beispielsweise in Flutsch und weg, Eddies erster Winter oder in Gnomeo und Julia. Zudem vertonte er auch zahlreiche Computerspiele.

## Filmografie (Auswahl)
- 1976: Mondbasis Alpha 1 (Fernsehserie, 1 Folge)
- 1989–1996: The Bill (Fernsehserie, 3 Folgen)
- 1989–2000: EastEnders (Fernsehserie, 4 Folgen)
- 1990: Heil Honey I’m Home! (Sitcom, 1 Folge)
- 2002–2019: Doctors (Fernsehserie, 11 Folgen)
- 2014: Inspector Barnaby (Fernsehserie, 1 Folge)